# Saint-Julien-du-Pinet
Saint-Julien-du-Pinet település Franciaországban, Haute-Loire megyében. Lakosainak száma 487 fő (2022. január 1.). Saint-Julien-du-Pinet Beaux, Bessamorel, Mézères, Le Pertuis, Retournac, Rosières és Yssingeaux községekkel határos.

## Népesség
A település népessége az elmúlt években az alábbi módon változott:
| Lakosok száma | 437  | 301  | 301  | 422  | 453  | 457  | 471  | 482  | 490  | 487  |
|               | 1968 | 1982 | 1990 | 2006 | 2013 | 2015 | 2017 | 2019 | 2020 | 2022 |